# Conurbació
Una conurbació és una regió que comprèn una sèrie de ciutats, pobles grans i altres àrees urbanes que, a través del creixement poblacional i el seu creixement físic es fusionen. Tant per la geografia com per l'urbanisme, el terme conurbació té a veure amb el procés i el resultat del creixement de diverses ciutats (una o diverses de les quals pot encapçalar al grup). Així es poden integrar per formar un sol sistema que sol estar jerarquitzat, o bé les diferents unitats que el componen poden mantenir la seva independència funcional i dinàmica.
Així doncs, una aquesta àrea sol compondre de diverses ciutats que es diferencien funcional i orgànicament, i cadascuna d'elles representa una organització de l'espai propi. Des del punt de vista espacial, la conurbació no requereix la continuïtat física dels espais construïts, encara que és freqüent que els àmbits suburbans d'unes i altres ciutats es contactin, enllaçant mitjançant les carreteres. L'àmbit periurbà (en anglès, urban-rural & rural-urban fringe), en canvi, ocupa tot l'espai entre ciutats. D'aquesta manera, la conurbació arriba a una escala regional, de l'ordre d'alguns centenars de quilòmetres quadrats.
Les diferents ciutats que componen la conurbació tenen activitats diferenciades, una dinàmica pròpia i els seus propis recursos econòmics. També tenen una capacitat per atreure inversions, un centre, una perifèria i espais suburbans propis, els seus propis grups socials i la seva personalitat, una manera de ser i una cultura que els identifica.